# Tép thợ rèn
Tép thợ rèn, tên khoa học Macrobrachium sintangense, là một loài tôm gai thuộc họ Palaemonidae, được De Man mô tả lần đầu tiên vào năm 1898.